# Mathias Olesen
Mathias Flaga Olesen (* 21. März 2001 in Kopenhagen) ist ein luxemburgisch-dänischer Fußballspieler.

## Hintergrund
Der gebürtige Däne Mathias Olesen kam im Alter von sechs Jahren mit seiner Familie ins Großherzogtum Luxemburg, da sein Vater dort Arbeit in der Investmentbranche fand. In Luxemburg besuchte Olesen die Europaschule, an der es allerdings keine Luxemburgischkurse gab, sodass er die Sprache erst während seiner Zeit beim FC Mamer 32 und in der Fußballakademie des luxemburgischen Fußballverbandes in Monnerich erlernte. Er besitzt sowohl die dänische als auch die luxemburgische Staatsbürgerschaft.

## Karriere

### Jugend
Olesen begann mit dem Fußballspielen beim FC Résidence Walferdingen vor den Toren der luxemburgischen Hauptstadt Luxemburg-Stadt, ehe er sich 2011 dem FC Mamer 32 anschloss. Anfang 2016 wechselte er in die Jugend des RFC Union Luxemburg. Ab Sommer 2017 spielte er zwei Jahre in der Jugend des deutschen Oberligisten Eintracht Trier. Von dort wurde er 2019 in das Nachwuchsleistungszentrum des 1. FC Köln aufgenommen, wo er für dessen A-Junioren zum Einsatz kam.

### Senioren
Als A-Junior kam Olesen am 11. Mai 2019 für den Oberligisten Eintracht Trier zu seinem ersten Einsatz im Seniorenbereich. Bei der 1:3-Auswärtsniederlage gegen den SV Röchling Völklingen wurde er in der 64. Minute eingewechselt.
Nach seinem Wechsel in das Nachwuchsleistungszentrum des 1. FC Köln kam er in der Saison 2019/20 hauptsächlich für die U19 in der A-Junioren-Bundesliga West zum Einsatz, bestritt für die zweite Mannschaft des Vereins aber auch zwei Spiele in der viertklassigen Regionalliga West. Im Sommer 2020 rückte er fest in den Kader der zweiten Mannschaft auf, konnte sich dort im Lauf der folgenden Spielzeiten als Stammspieler etablieren und führte die Mannschaft auch schon als Kapitän auf das Spielfeld. Am 12. Spieltag der Saison 2021/22 erzielte Olesen beim 6:2-Auswärtsspieg gegen Rot Weiss Ahlen drei Tore.
Am 10. Dezember 2021 stand Olesen unter Trainer Steffen Baumgart gegen den FC Augsburg erstmals im Spieltagskader der Bundesliga-Mannschaft des Vereins, wie auch vier Wochen später gegen Hertha BSC. Im Januar 2022 wurde er dauerhaft in die Profiabteilung befördert, woraufhin sein Vertrag im Februar 2022 vorzeitig um zwei Jahre verlängert wurde. Am 20. März 2022 – nur einen Tag vor seinem 21. Geburtstag – kam Olesen zu seinem Bundesligadebüt, als er beim 1:1-Unentschieden im Spiel gegen Borussia Dortmund in der 84. Minute für Sebastian Andersson eingewechselt wurde. Bis zum Saisonende kam er noch zu zwei weiteren Kurzeinsätzen in der Bundesliga. In der anschließenden Spielzeit 2022/23 kam er mit insgesamt 14 Einsätzen in der Liga zu mehr Spielzeit und kam zudem in den Play-off-Spielen zur UEFA Europa Conference League 2022/23 gegen den ungarischen Fehérvár FC zu seinem Europapokal-Debüt für die Kölner.
Nachdem er bis dahin während der Saison 2023/24 nur noch zu sechs Einsätzen in der Liga gekommen war, verlieh ihn der Verein im Januar 2024 zwecks Spielpraxis bis zum Saisonende an den Schweizer Erstligisten Yverdon Sport FC. Dort bestritt Olesen 17 Ligaspiele. Im Sommer kehrte er zum 1. FC Köln zurück, der zwischenzeitlich in die 2. Bundesliga abgestiegen war. Olesen kündigte an, den Verein am Saisonende 2024/25 zu verlassen.
Zur Spielzeit 2025/26 wechselte Olesen zur SpVgg Greuther Fürth.

### Nationalmannschaft
Von 2017 bis 2021 durchlief Olesen die Jugendauswahlen des luxemburgischen Fußballverbands von der U16 bis zur U21 und bestritt dabei insgesamt 34 Nachwuchsländerspiele, in denen er vier Treffer erzielte. Im Herbst 2019 wurde Olesen von Trainer Luc Holtz erstmals in den Kader der A-Nationalmannschaft Luxemburgs berufen, kam dort jedoch erst am 11. November 2021 zu seinem Debüt, als er beim 3:1-Sieg im WM-Qualifikationsspiel gegen Aserbaidschan eingewechselt wurde. In den folgenden Jahren kam er regelmäßig zum Einsatz und konnte etwas mehr als zwei Jahre später dann am 16. November 2023 beim 4:1-Heimerfolg in der EM-Qualifikation gegen Bosnien-Herzegowina auch seinen ersten Treffer erzielen.